# Getriebelokomotive

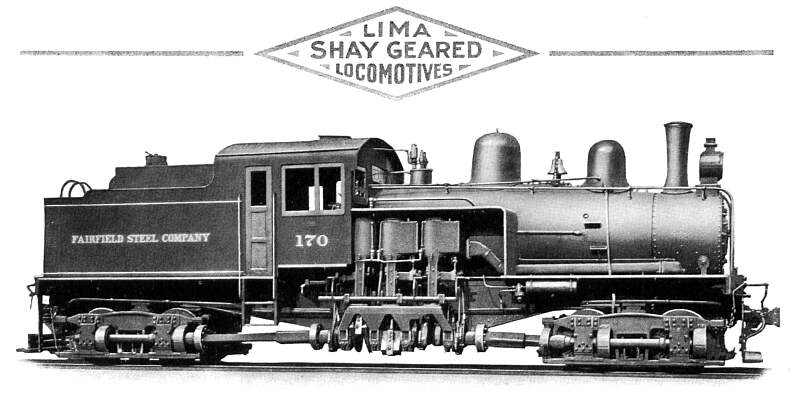
Werkfoto einer Shay von Lima

Getriebelokomotiven waren Dampflokomotiven, bei denen die üblicherweise durch Schubkurbelgetriebe erzeugte Drehbewegung über Gelenkwellen und Kegelradgetriebe zu den Treibradsätzen weiter geleitet wurde.

## Geschichte

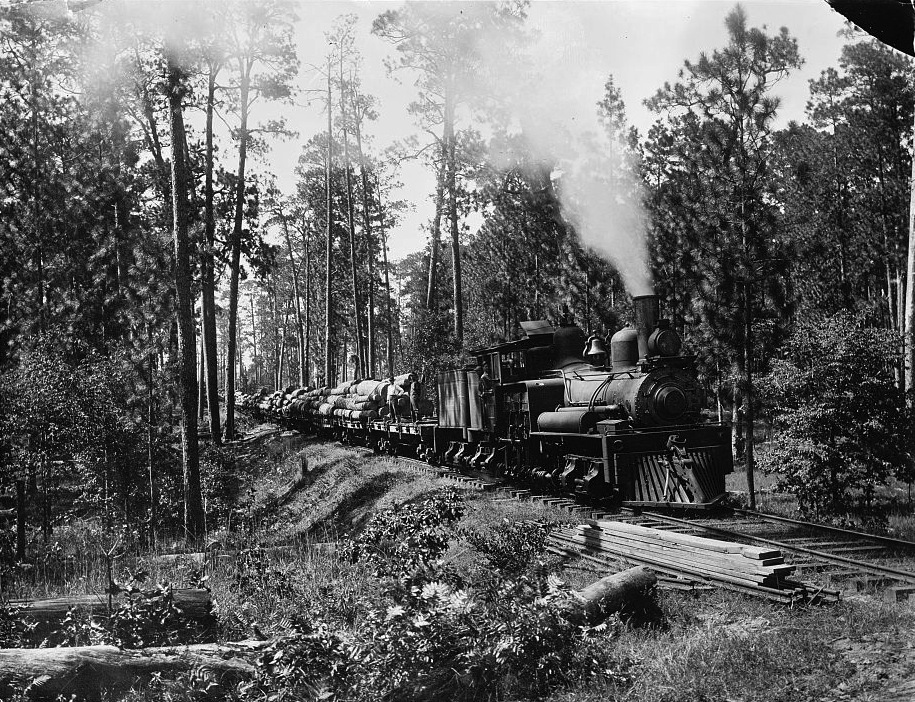
Eine Shay im Einsatz auf einer Waldbahn in den USA (vor 1920)

Feld- und Waldbahnen fuhren häufig auf Strecken mit engen Kurven und starken Steigungen, mit oft nur provisorisch und schlecht verlegten Gleisen. Um mit diesen Bedingungen zurechtzukommen, wurden Lokomotiven benötigt, die an allen Achsen angetrieben waren und außerdem möglichst klein und wendig sein sollten.
Aus diesen Anforderungen entstanden Getriebelokomotiven, bei denen alle Achsen über Zahnradgetriebe angetrieben werden. Sie wurden vor allem bei der Holzgewinnung eingesetzt, bei denen anfänglich Holzbohlen-Schienen verwendet wurden. Die Form der Räder war den Felgen von Kraftfahrzeugen ähnlich. Später kamen normale Gleise in Normal- und Schmalspur zur Anwendung. Von den vier amerikanischen Bauarten Shay, Climax, Heisler und Baldwin entstanden zwischen 1880 und 1945 immerhin ca. 4.000 Exemplare und dokumentierten damit sowohl den großen Bedarf für solche Lokomotiven als auch ihre betriebliche Eignung trotz des komplizierten Gesamtaufbaues. Diese sehr erfolgreichen Maschinen regten in Ländern mit ähnlichen Einsatzbedingungen den Bau vergleichbarer Typen an; ein besonders markantes Beispiel hierfür ist Neuseeland. Hier entstanden die Bauarten Davidson, Johnston und Price.

## Bauarten

### Bauart Shay

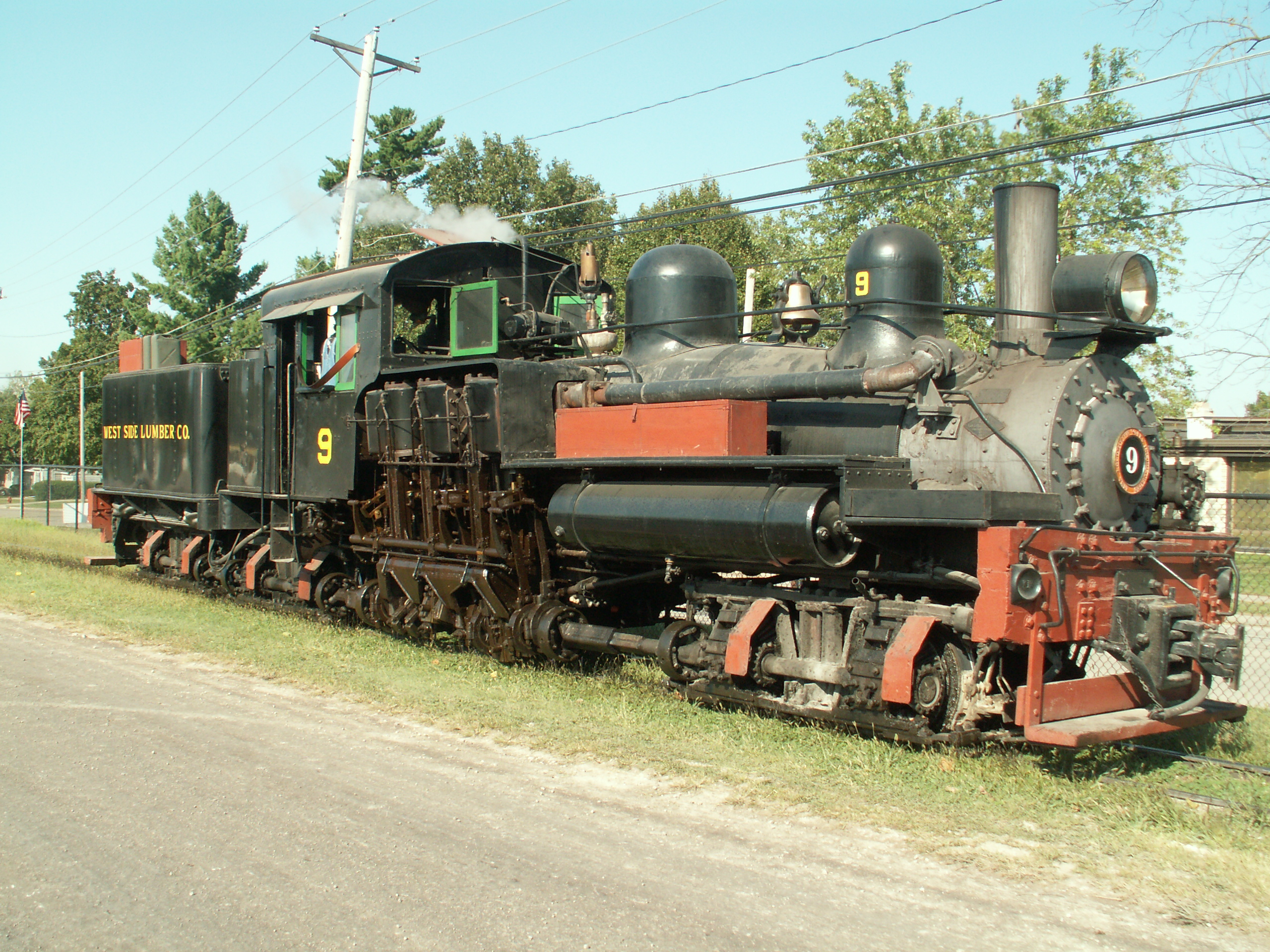
Lokomotive der Bauart Shay

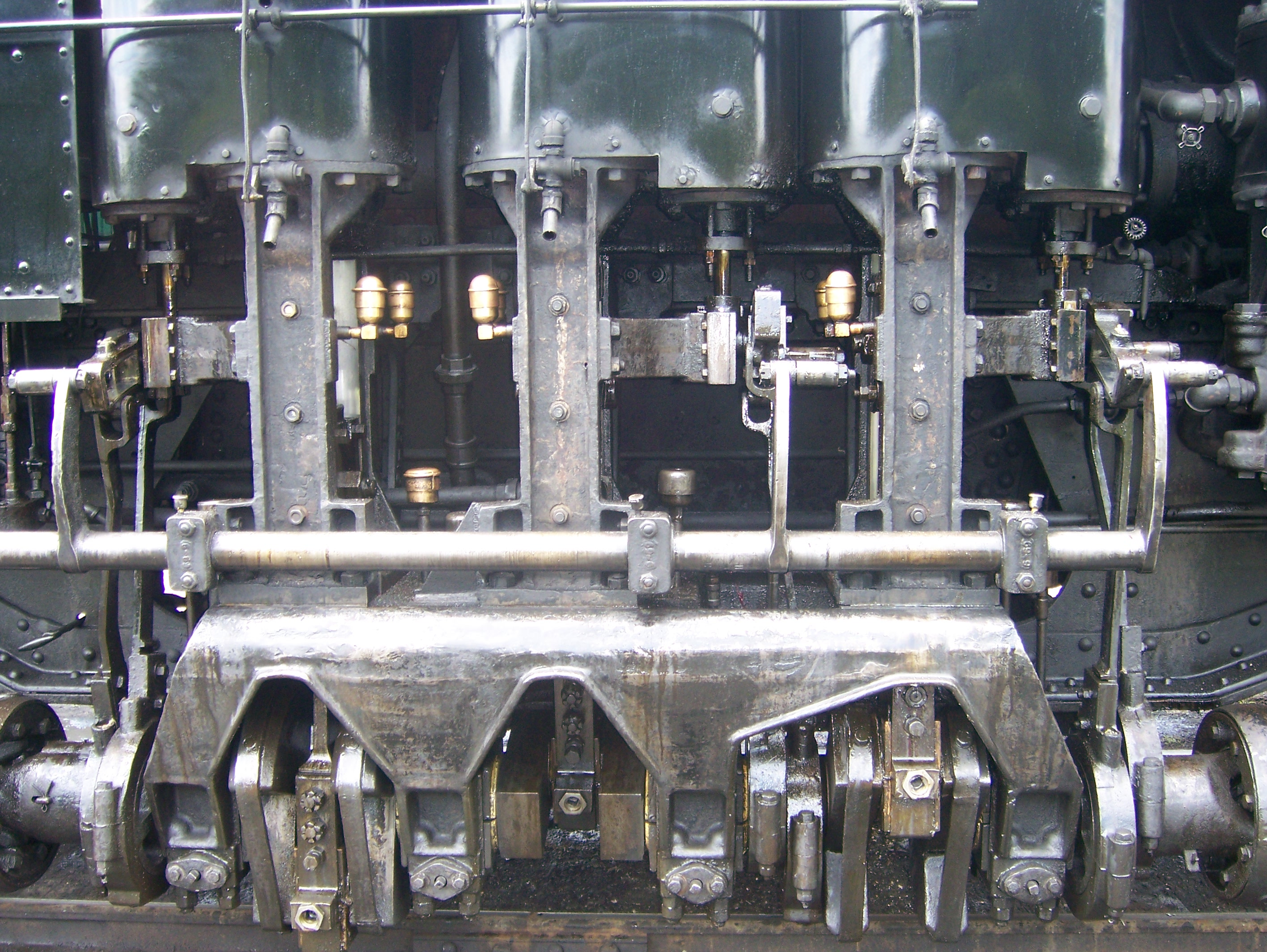
Triebwerk Bauart Shay

Die Shay-Lokomotive war die beliebteste Getriebelokomotive. Ihr Erfinder war Ephraim Shay, der in Michigan in den USA ein kleines Sägewerk betrieb und für seine Waldbahnen mit ihren unebenen Gleisen eine geeignete Maschine suchte. Im Winter 1873/74 verwirklichte er seine Idee, und in den nächsten Jahren verbesserte er sie immer wieder, bis sie den Erfordernissen entsprach. Als ein Nachbar ebenfalls eine solche Lokomotive haben wollte, verwies ihn Shay an die Lima Machine Works, die den Auftrag auch annahm und 1880 das erste Exemplar auslieferte. Es ähnelte einem vierachsigen Flachwagen mit senkrecht stehendem Kessel, auf dessen rechter Seite die ebenfalls senkrecht stehende Dampfmaschine montiert war, die über außerhalb der Drehgestelle liegende Gelenkwellen und Kegelräder die Achsen antrieb. Damit war die gesamte Antriebsanlage gut zugänglich. 
1881 überließ Shay alle Rechte den Lima Machine Works; damit sollte eine der bedeutendsten Lokomotivfabriken der USA entstehen. Recht bald entwickelte Lima auch Bauarten mit liegendem, zur Erzielung einer gleichmäßigen Gewichtsverteilung nach links verschobenem Kessel. 1884 erhielt eine Shay-Lokomotive erstmals ein drittes Triebdrehgestell. Es folgten Typen mit Dreizylinderdampfmaschinen, die ruhiger und gleichmäßiger liefen. Um 1900 erschien mit der 150-t-Bauart erstmals eine Lokomotive mit vier Triebdrehgestellen, von denen zwei den Tender trugen. Bei der Chesapeake & Ohio und der Western Maryland Railway standen sie als Schiebelokomotiven im Einsatz. 
1945 fertigte Lima die letzte Shay-Lokomotive mit der Achsfolge B'B'B' für die Western Maryland Railway; 147 t schwer und fast 20 m lang, arbeitete sie auf einer Anschlussbahn zu einer Kohlengrube.
Shay-Lokomotiven sind auf manchen Museumseisenbahnen heute immer noch im Dienst.

### Bauart Climax

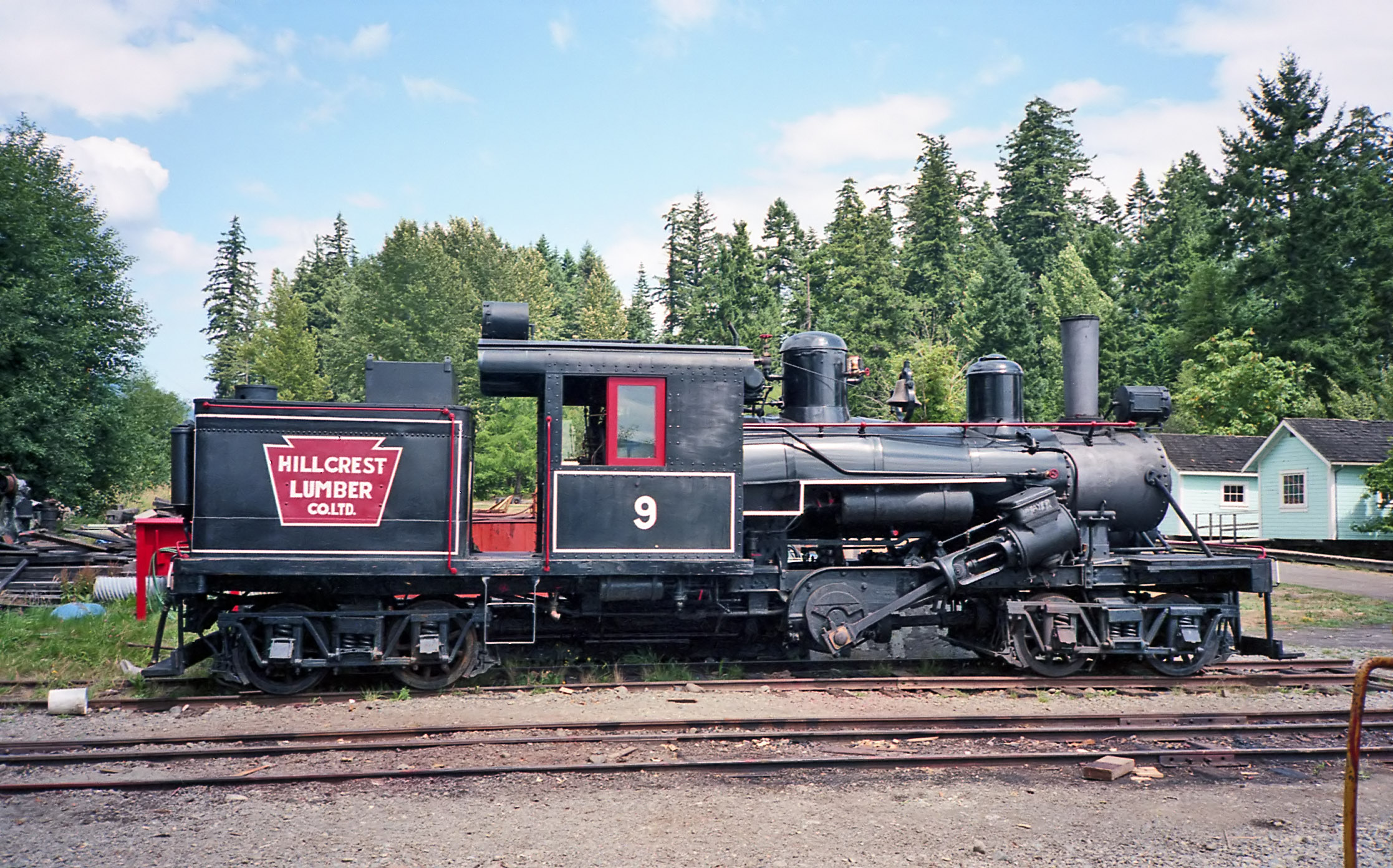
Bauart Climax

Charles D. Scott war der Erfinder einer weiteren Bauart von Getriebelokomotiven. 1888 wandte er sich an die Climax Manufacturing Comp. in Corry, Pennsylvania, die die Produktion der Climax-Lokomotiven übernahm, wo George Gibert das erste Patent für die Bauart ausstellte. Auch hier stand zunächst ein senkrechter Kessel auf einem Flachwagen, die Dampfmaschine befand sich vor dem Kessel in Wagenmitte, über Gelenkwellen und Kegelräder wurden die Achsen angetrieben. Als nächster Schritt kamen liegende Kessel zur Anwendung, und ab 1891 lagen die meist schräg nach oben laufenden Zylinder an den Rahmenseiten. Der Gelenkwellenstrang verblieb in Lokmitte. 
Die Skala der gebauten Climax-Lokomotiven mit ihren zwei Drehgestellen reichte vom Zehntonner bis zur kräftigen 100-t-Maschine. 1897 verließ die erste Climax mit drei Triebdrehgestellen das Werk. Ab 1923 hatten verbesserte Ausführungen auch Überhitzer, Stahlgussdrehgestelle und Druckluftbremse. 1928 entstand die letzte derartige Lokomotive, zwischen 1030 und 1060 gebaute Lokomotiven sprechen für die Bewährung auch dieser Bauart.

### Bauart Heisler

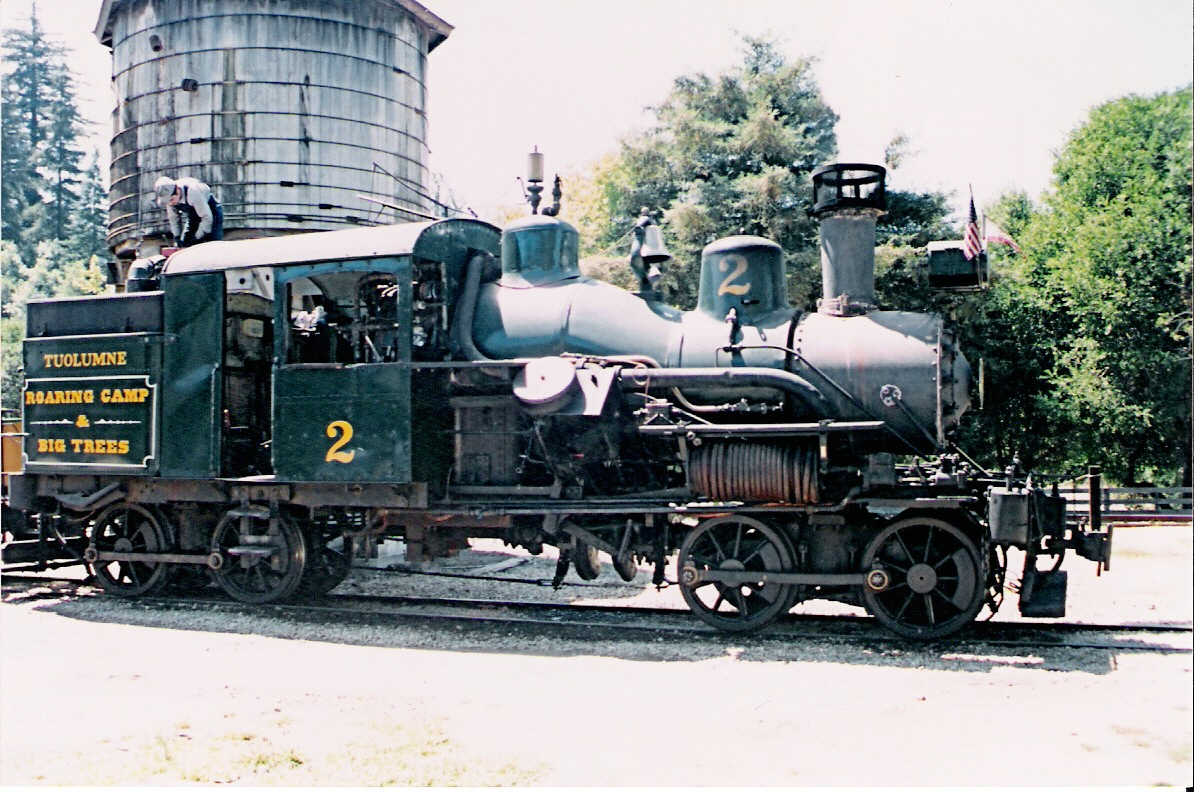
Getriebelokomotive Bauart Heisler der Roaring Camp and Big Trees Narrow Gauge Railroad (USA)

Charles L. Heisler (1863 – 1931)  entwickelte die nach ihm benannte Getriebelokomotivbauart. Die Zylinder lagen dabei V-förmig vor der Feuerbüchse, der Antrieb erfolgte über Gelenkwellen auf die äußeren Drehgestellachsen, Kuppelstangen stellten die Verbindung zu den inneren her. Der Kessel konnte auch hier in Fahrzeugmitte verbleiben, das bei der Climax erforderliche Hauptgetriebe an der Kurbelwelle entfiel. 
Die erste Heisler-Lokomotive baute man 1891, ab 1900 erschienen auch Maschinen mit drei Triebdrehgestellen. Heisler-Lokomotiven hatten dank ihrer robusten und einfachen Bauart einen guten Ruf. Insgesamt entstanden etwa 850 Stück, die letzte verließ 1945 die Heisler Locomotive Works.